# Feedbackmanagement
Feedbackmanagement, zusammengesetzt aus den Wörtern Feedback im Sinne einer kommunikativen Rückmeldung an eine Person, wie deren Verhalten wahrgenommen bzw. verstanden wird und engl. to manage = etwas handhaben, umgehen mit ist ein Instrument des Qualitätsmanagements.
Das Enterprise Feedback Management ist ein Element des betriebswirtschaftlichen Customer Relationship Management und des Marketing. Mit der Übernahme privatwirtschaftlicher Managementtechniken hat das Feedbackmanagement auch Eingang in die öffentlichen Verwaltung gefunden.
Das Feedbackmanagement ist Ausdruck der Kundenorientierung und bezeichnet hier wie dort eine umfassende Form des Dialogs mit dem Kunden und Bürger, der sich zu Wort melden darf, ja soll. Im innerbetrieblichen Kontext stellt das Feedbackmanagement zudem ein wesentliches Element von Mitarbeitergesprächen dar. Das auf Reklamationen und negative Rückmeldungen beschränkte Beschwerdemanagement ist Teil des umfassenderen Feedbackmanagements, das die ganze Palette der Kommunikation erfasst und sich auch Anregungen, Lob und konstruktiver Kritik widmet.